# Leocadia Zorrilla

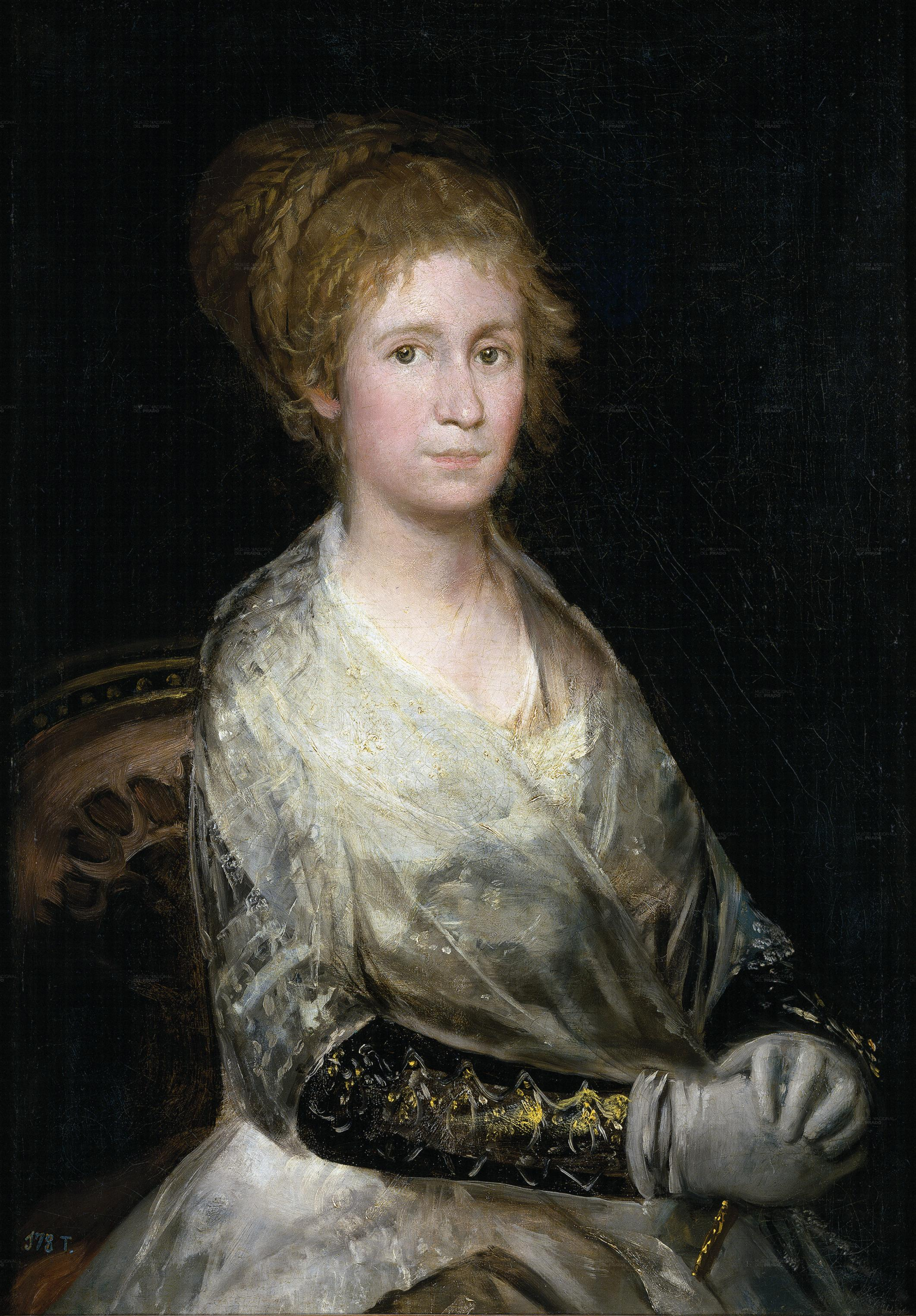
Posible retrato de Leocadia Zorrilla, pintada por Goya hacia 1815.

Leocadia Zorrilla y Galarza (Madrid, 9 de diciembre de 1788 - Madrid, 7 de agosto de 1856) fue una mujer española  ama de llaves durante los últimos años de la vida del pintor aragonés Francisco de Goya, y madre de la artista Rosario Weiss Zorrilla.

## Biografía
Leocadia Zorrilla y Galarza fue hija de Francisco Zorrilla del Candamo, nacido en Sangrices, Carranza (Vizcaya) y bautizado en 1723, y de Sebastiana Galarza (navarra del Valle de la Burunda). Al quedar huérfana, se ocupó de su educación Juana Galarza, su tía, madre de la que luego sería nuera de Goya, Gumersinda Goicoechea Galarza. El siguiente dato sobre su vida se presume más que se sabe. Todo apunta a que Francisco de Goya y Leocadia se conocieron en 1805, en la boda (5 de julio) del hijo del pintor, Javier, con Gumersinda. Goya tenía 59 años y Leocadia dieciséis.
El 17 de septiembre de 1807, con dieciocho años, Leocadia se casó con Isidoro Weiss y Alonso (aportando al matrimonio una dote de 230.570 reales). Siguiendo la tradición en esa época, se instalaron en casa de los padres del novio, cuyo padre, también de nombre Isidoro, era comerciante de joyas -Hughes apunta que de una familia judía alemana-. Leocadia daría a luz tres hijos: Joaquín (1808), Guillermo (1811) y Rosario (1814). Dos años antes del nacimiento de Rosario, Weiss "dio un poder a dos procuradores acusando a Leocadia de infidencia, trato ilícito y mala conducta" (añadiendo que era de genio altanero y amenazador, o sea 'chula y castiza', o si se prefiere 'maja y manola').
Hughes, en su biografía sobre Goya, y a partir del dato de la denuncia que Weiss hizo contra Leocadia en 1811 por "infidencia" (falta a la confianza y fe debida a otro), concluye que debió ser 'un matrimonio efímero en felicidad' y especula junto con otros biógrafos del pintor con la posibilidad de que la niña, Rosario, nacida en 1814, pudiera ser de Goya, o en cualquier caso no de Weiss; sino de un tal Hoogen, secretario del I duque de Wellington, Arthur Wellesley.
En 1817, arruinados los joyeros Weiss, Leocadia -con 29 años de edad, ya sin dote y acompañada de sus dos hijos pequeños- se acomodó como ama de llaves (sin que haya quedado noticia de contrato) para vivir con Goya -con 73 años y viudo desde 1812- en la "Quinta del Sordo". Su hijo mayor, Joaquín se quedó en el domicilio paterno. Isidoro Weiss "murió en la miseria en Madrid en 1850".

### Exilio en Burdeos
En 1824, Leocadia huye de Madrid obligada por tres circunstancias del mismo signo: sus conocidas ideas radicales, ser compañera de Goya y madre de Guillermo, jovencísimo militante del Batallón de Niños creado el 26 de octubre de 1822. El 14 de septiembre Guillermo, Rosario y ella están ya en Bayona, por donde Goya había pasado el 24 de junio. El pintor, tras pasar dos meses en París gracias a la ayuda de José María González Arnao, se instaló definitivamente en Burdeos, en el domicilio -24, rue Tourny- que ya ocupaban otros exiliados: su consuegro, Martín Miguel Goicoechea, el yerno de este Francisco Muguiro y su mujer Manuela Goicoechea, hija del primero. Al parecer, Leocadia, tras ser rechazada por sus parientes Goicoechea-Galarza, 'recurrió al pintor'.
En octubre de 1825, el pintor cambia una vez más de casa y se instala con Leocadia y 'Rosarito' en la rue Croix-Blanche. El ambiente en el nuevo hogar de Goya y los Weiss-Zorrilla en Burdeos, queda dibujado en estos párrafos de una carta del dramaturgo Leandro Fernández Moratín, también exiliado en Burdeos, a otro amigo del pintor, el ilustrado y clérigo, Juan Antonio Melón: 

"Goya ha tomado una casita muy acomodada con luces del Norte y Mediodía, y su poquito de jardín, casa sola y nuevecita en donde se haya muy bien. Doña Leocadia, con su acostumbrada intrepidez, reniega a ratos y a ratos se divierte. La Mariquita (Rosarito) habla ya francés como una totovía, corre y brinca y se entretiene con algunas gabachuelas de su edad..." 

Otras cartas y documentos confirman que Leocadia "era la turbulencia en persona, ávida de distracciones, siempre en movimiento y tenía la casa manga por hombro". Y Goya, anciano, se dejaba llevar. Así, era habitual ver al grupo en las ferias de Quinconces o en las «écuyères» circenses que hacían escala en Burdeos. Sin embargo, el aragonés continuaba ante el caballete; en esa época aún pintaba de pie, con dos pares de gafas y una lupa. Prueba de su buen pulso y mente activa son el Retrato de Moratín de 1824 o la discutida y enigmática Lechera (ca. 1827).
Quizá el más importante legado que Leocadia Zorrilla hizo a la posteridad del arte fue la narración de la muerte de Francisco de Goya, como puede leerse en la carta escrita en Burdeos y dirigida a Moratín, que se encontraba en París, fechada el 28 de abril de 1828.

...el día 2 (de marzo), día de sus días, amaneció a las cinco sin habla, que recobró a la hora, y se le paralizó el lado. Así ha estado 13 días; conocía a todos; hasta 3 horas antes de morir veía la mano, pero como alelado; quiso hacer testamento, decía, en nuestro favor, y respondió su nuera que ya le tenía hecho. No hubo un momento después seguro, pues la debilidad le impedía el escasamente entender lo que decía y disparataba; así ha estado 13 días, y falleció del 15 al 16, a las 2 de la mañana... Molina y Brugada le vieron morir y yo estuve en el cuarto hasta dos minutos antes, pero desde las 12 me faltaron las fuerzas para arrimarme a su cama a causa de la respiración fuerte del vientre; pues a las 12 y media acabó tan sereno y se quedó como el que duerme y hasta el médico se asombró de su valor, dice éste que nada padeció; en esto vacilo...
Leocadia Zorrilla

Muerto Goya el 16 de abril de 1828, la familia Weiss-Zorrilla fue 'despachada con tirante generosidad', habida cuenta del odio que se profesaban mutuamente Leocadia y Javier Goya (el único hijo sobreviviente del pintor y único heredero nombrado en su testamento "irrevocable" hecho en 1811).
La situación económica de Leocadia y sus dos hijos en Burdeos durante los cinco años siguientes a la muerte de Goya debió ser delicada como demuestran las cartas enviadas a amigos como Moratín. Así, en diciembre de 1829 escribe a Juan de Muguiro ofreciéndole la compra de La Lechera.

### Regreso a Madrid
Madre e hija regresaron a España en junio de 1833, con la amnistía que ese año se ordenó para los delitos contra Fernando VII. Ya en Madrid, y gastados los mil francos que les había dado Javier, las Weiss salvaron la situación económica gracias a las copias que Rosario hacía en el Museo del Prado de autores como Murillo o Vicente López.
En junio de 1840, Rosario fue aceptada Académica de Mérito de San Fernando y nombrada Maestra de Dibujo de las infantas Isabel (futura Isabel ll) y Luisa Fernanda, recibiendo un sueldo de ocho mil reales.
El verano de 1843, y de forma imprevista, su hija Rosario muere con 28 años de edad, al parecer víctima de un profundo y violento «shock» o ataque de pánico, sufrido cuando, saliendo del Palacio de dar sus clases, se encontró con un motín popular al día siguiente a la caída del general Espartero como regente. Según Juan Antonio de Rascón en una amplia y elogiosa necrológica publicada el 20 de septiembre de 1843 en la Gaceta de Madrid habría fallecido a causa de una infección intestinal. 
Leocadia murió el 6 de agosto de 1856, en su casa madrileña de la calle del Desengaño n.º 17, y fue enterrada "en fosa común de la parroquia de San Martín". En otras publicaciones, aparece como enterrada en el panteón de la familia Goya en la Sacramental de San Isidro, pero se trata de un error, como demuestra la partida de defunción redactada y firmada por el cura párroco mayor de la iglesia de San Martín.

## Iconografía de Leocadia Zorrilla
Existen varias obras relacionadas con Leocadia, todas en litigio (fenómeno muy habitual en esta parcela del mundo del arte). Pueden consignarse aquí las siguientes:
- La pintura negra conocida como La Leocadia (1820 - 1823).[29]
- El retrato antes considerado como de Josefa Bayeu, que puede verse habitualmente en la sala 66 del Museo Nacional del Prado.
- Un retrato de busto recortado y de autor anónimo, fechado entre 1830-1835, posible representación de Leocadia Zorrilla según el catálogo del Museo Lázaro Galdiano.[30]
- Retrato de mujer joven, con elegante vestido y mantilla negros, guante altos, abanico, escarpines brocados; sentada en un tocón y acompañada por un perrito blanco;[e][31] datado hacia 1802-1804 -según ficha de José Gudiol- en el Museo de Bellas Artes de Valencia.[32]
- Diversos dibujos de Rosario Weiss.[6]